# Supersypnoides rectilinea
Supersypnoides rectilinea là một loài bướm đêm trong họ Noctuidae.